# Argiotoksin-636
Argiotoksin-636 je antagonist NMDA receptora.